# جزيرة سيموت
جزيرة سيموت وهي جزيرة من جزر إندونيسيا، وتقع في إقليم جاكارتا.